# ديزج عظيم
ديزج عظيم هي قرية في مقاطعة سراب، إيران. عدد سكان هذه القرية هو 36 في سنة 2006.